# Altella pygmaea
Altella pygmaea là một loài nhện trong họ Dictynidae.
Loài này thuộc chi Altella. Altella pygmaea được Jörg Wunderlich miêu tả năm 1992.